# Зенаїда
Зенаїда (Zenaida) — рід голубових, що містить 7 американських видів. Рід названо на честь Зенаїди Бонапарт (фр. Zénaïde Bonaparte) — дружини Шарля Люсьєна Бонапарта, французького орнітолога.